# Mesotopus tarandus
Mesotopus tarandus, conocido vulgarmente como escarabajo ciervo gigante, es una especie de coleóptero del género monotípico Mesotopus, de la familia Lucanidae. La especie fue descrita científicamente por Nils Samuel Swederus en 1787.

## Distribución geográfica
Habita en África occidental y el Congo.

## Biología
Es el escarabajo ciervo más grande de África con 90 mm de largo. Son además bastante robustos y pesados, en comparación con otros miembros de su familia. La forma curvada de las mandíbulas le da mayor fuerza y resistencia. Su característica principal es su color negro intenso y brillante, característica también presente en la zona ventral y en las hembras. Puede emitir sonidos frotando la cabeza y el tórax, usualmente cuando se encuentran enojados.
Es una de las especies de coleópteros más difícil de criar. Pueden ser criados tanto sobre aserrín como en convivencia con Ganoderma lucidum, un hongo originario de Japón.